# Louise van Saksen-Hildburghausen

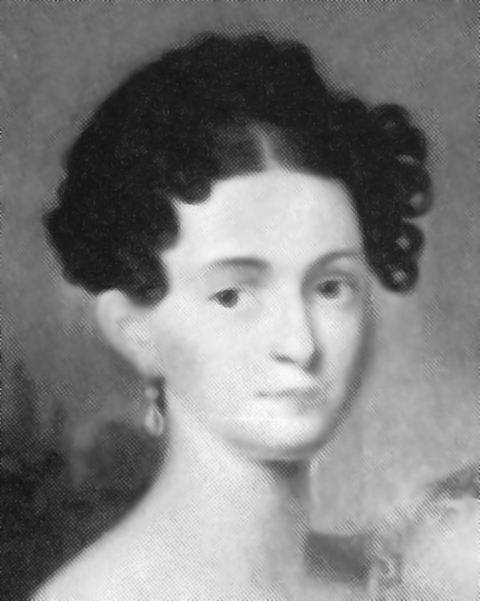
Louise van Saksen-Hildburghausen

Charlotte Louise Frederika Amalia Alexandrina van Saksen-Hildburghausen (Hildburghausen, 28 januari 1794 - Biebrich, 6 april 1825) was een prinses van Saksen-Hildburghausen.
Zij was het zevende kind en de vijfde dochter van Frederik van Saksen-Altenburg en Charlotte Georgine Louise van Mecklenburg-Strelitz. Zij was een petekind van haar tante, de Pruisische koningin Louise, naar wie zij bovendien was vernoemd. Zij en haar twee oudere zusters, koningin Charlotte van Württemberg en de latere Beierse koningin Theresia golden als aanbiddelijke schoonheden. De Duitse dichter Friedrich Rückert wijdde een gedicht aan Louise: Mit drei Moosrosen. 
Louise trad op 24 juni 1813 in Weilburg in het huwelijk met Willem van Nassau. Het paar kreeg acht kinderen:
- Augusta Louise Frederika Maximiliana Wilhelmina (1814)
- Theresia Wilhelmina Frederika Isabella Charlotte (1815-1871), gehuwd met Peter van Oldenburg
- Adolf Willem Karel August (1817-1905), hertog van Nassau, groothertog van Luxemburg
- Willem Karel Hendrik Frederik (1819-1823)
- Maurits Willem August Karel Hendrik (1820-1850)
- Marie Wilhelmina Louise Frederika Henriette 1822-1824)
- Willem Karel August Frederik (1823-1828)
- Marie Wilhelmina Frederika Elisabeth (1825-1902), gehuwd met Hermann zu Wied, moeder van Elisabeth zu Wied en Wilhelm Adolph Maximilian Carl zu Wied

Kort na de geboorte van haar jongste dochter overleed Louise aan de gevolgen van de bevalling. Haar man zou hertrouwen met Pauline van Württemberg en zou nog eens vier kinderen krijgen, waaronder Helena, de latere moeder van de Nederlandse koningin Emma. 